# Seznam týmů a jezdců na Tour de France 2020
Na startovní listině Tour de France 2020 bylo celkem 176 cyklistů z 22 cyklistických stájí. 107. ročníku Tour de France  se účastnili dva čeští cyklisté – Jan Hirt (celkově 67. místo), startující za belgickou stáj  CCC Team a Roman Kreuziger (celkově 109. místo), startující za jihoafrickou stáj  NTT Pro Cycling. 
| Číslo | Jezdec                   |
| ----- | ------------------------ |
|       | Miguel Ángel López (COL) |
|       | Omar Fraile (ESP)        |
|       | Hugo Houle (CAN)         |
|       | Gorka Izagirre (ESP)     |
|       | Ion Izagirre (ESP)       |
|       | Alexej Lucenko (KAZ)     |
|       | Luis León Sánchez (ESP)  |
|       | Harold Tejada (COL)      |

| Číslo | Jezdec                    |
| ----- | ------------------------- |
|       | Guillaume Martin (FRA)    |
|       | Simone Consonni (ITA)     |
|       | Nicolas Edet (FRA)        |
|       | Jesús Herrada (ESP)       |
|       | Christophe Laporte (FRA)  |
|       | Anthony Perez (FRA)       |
|       | Pierre-Luc Périchon (FRA) |
|       | Elia Viviani (ITA)        |

| Číslo | Jezdec                  |
| ----- | ----------------------- |
|       | Richie Porte (AUS)      |
|       | Niklas Eg (DEN)         |
|       | Kenny Elissonde (FRA)   |
|       | Bauke Mollema (NED)     |
|       | Mads Pedersen (DEN)     |
|       | Toms Skujiņš (Lotyšsko) |
|       | Jasper Stuyven (BEL)    |
|       | Edward Theuns (BEL)     |

| Číslo | Jezdec                     |
| ----- | -------------------------- |
|       | Giacomo Nizzolo (ITA)      |
|       | Edvald Boasson Hagen (NOR) |
|       | Ryan Gibbons (RSA)         |
|       | Michael Gogl (AUT)         |
|       | Michael Valgren (DEN)      |
|       | Roman Kreuziger (CZE)      |
|       | Domenico Pozzovivo (ITA)   |
|       | Max Walscheid (GER)        |

| Číslo | Jezdec                        |
| ----- | ----------------------------- |
|       | Adam Yates (GBR)              |
|       | Jack Bauer (NZL)              |
|       | Sam Bewley (NZL)              |
|       | Esteban Chaves (COL)          |
|       | Daryl Impey (RSA)             |
|       | Christopher Juul-Jensen (DEN) |
|       | Luka Mezgec (SLO)             |
|       | Mikel Nieve (ESP)             |

| Číslo | Jezdec                |
| ----- | --------------------- |
|       | Mikel Landa (ESP)     |
|       | Pello Bilbao (ESP)    |
|       | Damiano Caruso (ITA)  |
|       | Sonny Colbrelli (ITA) |
|       | Marco Haller (AUT)    |
|       | Matej Mohorič (SLO)   |
|       | Wout Poels (NED)      |
|       | Rafael Valls (ESP)    |

| Číslo | Jezdec                     |
| ----- | -------------------------- |
|       | Tadej Pogačar (SLO)        |
|       | Fabio Aru (ITA)            |
|       | David De La Cruz (ESP)     |
|       | Davide Formolo (ITA)       |
|       | Alexander Kristoff (NOR)   |
|       | Vegard Stake Laengen (NOR) |
|       | Marco Marcato (ITA)        |
|       | Jan Polanc (SLO)           |

| Číslo | Jezdec                  |
| ----- | ----------------------- |
|       | Romain Bardet (FRA)     |
|       | Mikaël Cherel (FRA)     |
|       | Benoît Cosnefroy (FRA)  |
|       | Pierre Latour (FRA)     |
|       | Oliver Naesen (BEL)     |
|       | Nans Peters (FRA)       |
|       | Clément Venturini (FRA) |
|       | Alexis Vuillermoz (FRA) |

| Číslo | Jezdec                      |
| ----- | --------------------------- |
|       | Primož Roglič (SLO)         |
|       | George Bennett (NZL)        |
|       | Amund Grøndahl Jansen (NOR) |
|       | Tom Dumoulin (NED)          |
|       | Robert Gesink (NED)         |
|       | Sepp Kuss (USA)             |
|       | Tony Martin (GER)           |
|       | Wout van Aert (BEL)         |

| Číslo | Jezdec                   |
| ----- | ------------------------ |
|       | Alejandro Valverde (ESP) |
|       | Dario Cataldo (ITA)      |
|       | Imanol Erviti (ESP)      |
|       | Enric Mas (ESP)          |
|       | Nelson Oliveira (POR)    |
|       | José Joaquín Rojas (ESP) |
|       | Marc Soler (ESP)         |
|       | Carlos Verona (ESP)      |

| Číslo | Jezdec                      |
| ----- | --------------------------- |
|       | Peter Sagan (SVK)           |
|       | Emanuel Buchmann (GER)      |
|       | Felix Großschartner (AUT)   |
|       | Lennard Kämna (GER)         |
|       | Gregor Mühlberger (AUT)     |
|       | Daniel Oss (ITA)            |
|       | Lukas Pöstlberger (AUT)     |
|       | Maximilian Schachmann (GER) |

| Číslo | Jezdec                     |
| ----- | -------------------------- |
|       | Egan Bernal (COL)          |
|       | Andrey Amador (Kostarika)  |
|       | Richard Carapaz (Ekvádor)  |
|       | Jonathan Castroviejo (ESP) |
|       | Michał Kwiatkowski (POL)   |
|       | Luke Rowe (GBR)            |
|       | Pavel Sivakov (RUS)        |
|       | Dylan Van Baarle (NED)     |

| Číslo | Jezdec                 |
| ----- | ---------------------- |
|       | Caleb Ewan (AUS)       |
|       | Steff Cras (BEL)       |
|       | Jasper De Buyst (BEL)  |
|       | Thomas De Gendt (FRA)  |
|       | John Degenkolb (GER)   |
|       | Frederik Frison (BEL)  |
|       | Philippe Gilbert (BEL) |
|       | Roger Kluge (ESP)      |

| Číslo | Jezdec                    |
| ----- | ------------------------- |
|       | Julian Alaphilippe (FRA)  |
|       | Kasper Asgreen (DEN)      |
|       | Sam Bennett (Irsko)       |
|       | Rémi Cavagna (FRA)        |
|       | Tim Declercq (BEL)        |
|       | Dries Devenyns (BEL)      |
|       | Bob Jungels (Lucembursko) |
|       | Michael Mørkøv (DEN)      |

| Číslo | Jezdec                       |
| ----- | ---------------------------- |
|       | Rigoberto Urán (COL)         |
|       | Alberto Bettiol (ITA)        |
|       | Hugh Carthy (GBR)            |
|       | Sergio Higuita (COL)         |
|       | Jens Keukeleire (BEL)        |
|       | Daniel Felipe Martínez (COL) |
|       | Neilson Powless (USA)        |
|       | Tejay van Garderen (USA)     |

| Číslo | Jezdec                      |
| ----- | --------------------------- |
|       | Thibaut Pinot (FRA)         |
|       | William Bonnet (FRA)        |
|       | David Gaudu (FRA)           |
|       | Stefan Küng (SUI)           |
|       | Matthieu Ladagnous (FRA)    |
|       | Valentin Madouas (FRA)      |
|       | Rudy Molard (FRA)           |
|       | Sébastien Reichenbach (SUI) |

| Číslo | Jezdec                     |
| ----- | -------------------------- |
|       | Dan Martin (Irsko)         |
|       | André Greipel (GER)        |
|       | Ben Hermans (BEL)          |
|       | Hugo Hofstetter (FRA)      |
|       | Krists Neilands (Lotyšsko) |
|       | Guy Niv (ISR)              |
|       | Nils Politt (GER)          |
|       | Tom Van Asbroeck (BEL)     |

| Číslo | Jezdec                     |
| ----- | -------------------------- |
|       | Greg Van Avermaet (BEL)    |
|       | Alessandro De Marchi (ITA) |
|       | Simon Geschke (GER)        |
|       | Jan Hirt (CZE)             |
|       | Jonas Koch (GER)           |
|       | Michael Schär (SUI)        |
|       | Matteo Trentin (ITA)       |
|       | Ilnur Zakarin (RUS)        |

| Číslo | Jezdec                     |
| ----- | -------------------------- |
|       | Tiesj Benoot (BEL)         |
|       | Nikias Arndt (GER)         |
|       | Cees Bol (NED)             |
|       | Marc Hirschi (SUI)         |
|       | Søren Kragh Andersen (DEN) |
|       | Joris Nieuwenhuis (NED)    |
|       | Casper Pedersen (DEN)      |
|       | Nicolas Roche (Irsko)      |

| Číslo | Jezdec                   |
| ----- | ------------------------ |
|       | Niccolò Bonifazio (ITA)  |
|       | Mathieu Burgaudeau (FRA) |
|       | Lilian Calmejane (FRA)   |
|       | Jérôme Cousin (FRA)      |
|       | Fabien Grellier (FRA)    |
|       | Romain Sicard (FRA)      |
|       | Geoffrey Soupe (FRA)     |
|       | Anthony Turgis (FRA)     |

| Číslo | Jezdec               |
| ----- | -------------------- |
|       | Nairo Quintana (COL) |
|       | Winner Anacona (COL) |
|       | Warren Barguil (FRA) |
|       | Kévin Ledanois (FRA) |
|       | Dayer Quintana (COL) |
|       | Diego Rosa (ITA)     |
|       | Clément Russo (FRA)  |
|       | Connor Swift (GBR)   |

| Číslo | Jezdec                 |
| ----- | ---------------------- |
|       | Bryan Coquard (FRA)    |
|       | Cyril Barthe (FRA)     |
|       | Maxime Chevalier (FRA) |
|       | Jens Debusschere (BEL) |
|       | Cyril Gautier (FRA)    |
|       | Quentin Pacher (FRA)   |
|       | Kévin Reza (FRA)       |
|       | Pierre Rolland (FRA)   |